# Tomoya Nakanishi
Tomoya Nakanishi (japanisch 中西 倫也 Nakanishi Tomoya; * 12. April 1994 in der Präfektur Wakayama) ist ein japanischer Fußballspieler.

## Karriere
Nakanishi erlernte das Fußballspielen in der Schulmannschaft der Shizuoka Gakuen High School und der Universitätsmannschaft der Momoyama-Gakuin-Universität. Seinen ersten Vertrag unterschrieb er 2015 bei Kataller Toyama. Der Verein spielte in der dritthöchsten Liga des Landes, der J3 League. Für den Verein absolvierte er 50 Ligaspiele. Im März 2017 wechselte er zu Verspah Ōita. Für den Verein absolvierte er 34 Ligaspiele. 2020 wechselte er zu Arterivo Wakayama.